# Chicago Film Critics Association Award per il miglior film documentario
Il Chicago Film Critics Association Award per il miglior film documentario (CFCA for Best Documentary) è una categoria di premi assegnata dalla Chicago Film Critics Association, per il miglior film documentario dell'anno.
Introdotta nella cerimonia del 2001, la categoria viene presentata annualmente.

## Vincitori e candidati
I vincitori sono indicati in grassetto, con a seguire gli altri candidati in ordine alfabetico.

### Anni 2000
- 2000
  - The Life and Times of Hank Greenberg, regia di Aviva Kempner
  - Oscenità e furore (The Filth and the Fury), regia di Julien Temple
  - 42 Up, regia di Michael Apted
  - Dark Days, regia di Marc Singer
  - The Original Kings of Comedy, regia di Spike Lee
- 2001
  - The Endurance: Shackleton's Legendary Antarctic Expedition, regia di George Butler
  - Go Tigers!, regia di Kenneth A. Carlson
  - Porn Star: The Legend of Ron Jeremy, regia di Scott J. Gill
  - Startup.com, regia di Chris Hegedus e Jehane Noujaim
  - La vita è un raccolto (Les Glaneurs et la Glaneuse), regia di Agnès Varda
- 2002
  - Bowling a Columbine (Bowling for Columbine), regia di Michael Moore
  - ABC Africa, regia di Abbas Kiarostami
  - Comedian, regia di Christian Charles
  - The Kid Stays in the Picture, regia di Nanette Burstein e Brett Morgen
  - Standing in the Shadows of Motown, regia di Paul Justman
- 2003
  - The Fog of War - La guerra secondo Robert McNamara (The Fog of War: Eleven Lessons from the Life of Robert S. McNamara), regia di Errol Morris
  - Lost in La Mancha, regia di Keith Fulton e Louis Pepe
  - Il popolo migratore (Le Peuple migrateur), regia di Jacques Perrin e Jacques Cluzaud
  - Spellbound, regia di Jeffrey Blitz
  - Stevie, regia di Steve James
  - Una storia americana - Capturing the Friedmans (Capturing the Friedmans), regia di Andrew Jarecki
- 2004
  - Fahrenheit 9/11, regia di Michael Moore
- 2005
  - Grizzly Man, regia di Werner Herzog
  - Enron - L'economia della truffa (Enron: The Smartest Guys in the Room), regia di Alex Gibney
  - Mad Hot Ballroom, regia di Marilyn Agrelo
  - La marcia dei pinguini (La Marche de l'empereur), regia di Luc Jacquet
  - Murderball, regia di Henry Alex Rubin e Dana Adam Shapiro
- 2006
  - Una scomoda verità (An Inconvenient Truth), regia di Davis Guggenheim
  - Deliver Us from Evil, regia di Amy J. Berg
  - Jesus Camp, regia di Heidi Ewing e Rachel Grady
  - Shut Up and Sing, regia di Barbara Kopple e Cecilia Peck
  - Wordplay, regia di Patrick Creadon
- 2007
  - Sicko, regia di Michael Moore
  - Darfur Now, regia di Ted Braun
  - The King of Kong, regia di Seth Gordon
  - Lake of Fire, regia di Tony Kaye
  - No End in Sight, regia di Charles Ferguson
- 2008
  - Man on Wire, regia di James Marsh
  - American Teen, regia di Nanette Burstein
  - Dear Zachary: A Letter to a Son About His Father, regia di Kurt Kuenne
  - I.O.U.S.A., regia di Patrick Creadon
  - Standard Operating Procedure - La verità dell'orrore (Standard Operating Procedure), regia di Errol Morris
- 2009
  - Anvil! The Story of Anvil, regia di Sacha Gervasi
  - Capitalism: A Love Story, regia di Michael Moore
  - The Cove - La baia dove muoiono i delfini (The Cove), regia di Louie Psihoyos
  - Food, Inc., regia di Robert Kenner e Elise Pearlstein
  - Tyson, regia di James Toback

### Anni 2010
- 2010
  - Exit Through the Gift Shop, regia di Banksy
  - Inside Job, regia di Charles Ferguson
  - Restrepo - Inferno in Afghanistan (Restrepo), regia di Tim Hetherington e Sebastian Junger
  - The Tillman Story, regia di Amir Bar-Lev
  - Waiting for "Superman", regia di Davis Guggenheim
- 2011
  - The Interrupters, regia di Steve James
  - Cave of Forgotten Dreams, regia di Werner Herzog
  - Into the Abyss, regia di Werner Herzog
  - Pina, regia di Wim Wenders
  - Project Nim, regia di James Marsh
  - Tabloid, regia di Errol Morris
- 2012
  - The Invisible War, regia di Kirby Dick
  - The Central Park Five, regia di Ken Burns
  - The Queen of Versailles, regia di Lauren Greenfield
  - Searching for Sugar Man, regia di Malik Bendjelloul
  - West of Memphis, regia di Amy J. Berg
- 2013
  - L'atto di uccidere (Jagal), regia di Joshua Oppenheimer, Christine Cynn e Anonimo
  - 20 Feet from Stardom, regia di Morgan Neville
  - The Armstrong Lie, regia di Alex Gibney
  - Blackfish, regia di Gabriela Cowperthwaite
  - Stories We Tell, regia di Sarah Polley
- 2014
  - Life Itself, regia di Steve James
  - Citizenfour, regia di Laura Poitras
  - Jodorowsky's Dune, regia di Frank Pavich
  - Last Days in Vietnam, regia di Rory Kennedy
  - The Overnighters, regia di Jesse Moss
- 2015
  - Amy, regia di Asif Kapadia
  - Cartel Land, regia di Matthew Heineman
  - The Look of Silence, regia di Joshua Oppenheimer
  - The Hunting Ground, regia di Kirby Dick
  - Where to Invade Next, regia di Michael Moore
- 2016
  - O.J.: Made in America, regia di Ezra Edelman
  - Cameraperson, regia di Kirsten Johnson
  - Life, Animated, regia di Roger Ross Williams
  - Tower, regia di Keith Maitland
  - Weiner, regia di Josh Kriegman ed Elyse Steinberg
- 2017
  - Jane, regia di Brett Morgen
  - Abacus: Small Enough to Jail, regia di Steve James
  - Ex Libris - The New York Public Library, regia di Frederick Wiseman
  - Kedi - La città dei gatti (Kedi), regia di Ceyda Torun
  - Visages villages, regia di Agnès Varda e JR
- 2018
  - Minding the Gap, regia di Bing Liu
  - Alla corte di Ruth - RBG (RBG), regia di Julie Cohen e Betsy West
  - Free Solo - Sfida estrema (Free Solo), regia di Elizabeth Chai Vasarhelyi e Jimmy Chin
  - Three Identical Strangers, regia di Tim Wardle
  - Won't You Be My Neighbor?, regia di Morgan Neville
- 2019
  - Apollo 11, regia di Todd Douglas Miller
  - Alla mia piccola Sama (For Sama), regia di Waad al-Kateab e Edward Watts
  - Hail Satan?, regia di Penny Lane
  - Honeyland (Medena zemja), regia di Tamara Kotevska e Ljubomir Stefanov
  - Made in USA - Una fabbrica in Ohio (American Factory), regia di Steven Bognar e Julia Reichert

### Anni 2020
- 2020[1][2]
  - Dick Johnson is Dead, regia di Kirsten Johnson
  - American Utopia, regia di Spike Lee
  - Colectiv, regia di Alexander Nanau
  - The Social Dilemma, regia di Jeff Orlowski
  - Time, regia di Garrett Bradley
- 2021[3][4]
  - Summer of Soul (...Or, When the Revolution Could Not Be Televised), regia di Ahmir Khalib Thompson
  - Flee (Flugt), regia di Jonas Poher Rasmussen
  - Procession, regia di Robert Greene
  - The Sparks Brothers, regia di Edgar Wright
  - The Velvet Underground, regia di Todd Haynes

- 2022[5][6]
  - Fire of Love, regia di Sara Dosa
  - All the Beauty and the Bloodshed, regia di Laura Poitras
  - Bad Axe, regia di David Siev
  - Descendant, regia di Margaret Brown
  - Moonage Daydream, regia di Brett Morgen

- 2023[7][8]
  - Kokomo City, regia di D. Smith
  - 20 Days in Mariupol, regia di Mstyslav Chernov
  - Beyond Utopia, regia di Madeleine Gavin
  - Menus-Plaisirs – Les Troisgros, regia di Frederick Wiseman
  - Still: A Michael J. Fox Movie, regia di Davis Guggenheim
- 2024[9]
  - No Other Land, regia di Basel Adra, Yuval Abraham, Rachel Szor e Hamdan Ballal
  - Dahomey, regia di Mati Diop
  - Daughters, regia di Natalie Rae e Angela Patton
  - Soundtrack to a Coup d'Etat, regia di Johan Grimonprez
  - Sugarcane, regia di Emily Kassie e Julian Brave NoiseCat